# Siby (département)
Pour les articles homonymes, voir Siby.
Siby est un département et une commune rurale de la province des Balé, situé dans la région de la Boucle du Mouhoun au Burkina Faso.

## Géographie

### Démographie
- En 2003, le département comptait 12 089 habitants estimés[2].
- En 2006, le département comptait 14 143 habitants recensés[1].
- En 2019, le département comptait 18 559 habitants recensés[3].

## Administration

### Villages
Le département et la commune rurale de Siby est administrativement composé de 8 villages, dont le village chef-lieu homonyme (données de population consolidées en 2012, issues du recensement général de la population de 2006) :
- Ballao (1 165 habitants)
- Bitiako (1 192 habitants)
- Boromissi (736 habitants)
- Kalembouly (1 190 habitants)
- Sécaco (2 516 habitants)
- Sorobouly (632 habitants)
- Souho (935 habitants)
- Siby (3 723 habitants), chef-lieu